# 肾叶茴芹
肾叶茴芹（学名：Pimpinella renifolia）为伞形科茴芹属的植物，是中国的特有植物。分布在中国大陆的湖北等地，生长于海拔1,870米的地区，一般生于林下阴湿地，目前尚未由人工引种栽培。